# Moda na sukces
Moda na sukces (ang. The Bold and the Beautiful, w skrócie B&B, dosł. Śmiali i piękni) – amerykańska opera mydlana, stworzona przez Lee Phillip Bell i Williama Josepha Bella, emitowana na antenie CBS od 23 marca 1987. W Polsce serial miał premierę 5 września 1994 na antenie TVP1, a obecnie udostępniany jest w serwisie wideo na życzenie Red Go, na kanale Red Carpet TV oraz ViDoc TV. Moda na sukces jest najdłużej emitowanym serialem w historii polskiej telewizji. 8 kwietnia 2025 roku stacja CBS przedłużyła emisję serialu do sezonu telewizyjnego 2027–2028.

## Fabuła

### Historia rodziny Forresterów
Stephanie Douglas, kobieta o silnej woli, wywodząca się z bogatej rodziny, spotkała swojego przyszłego męża Erica Forrestera, który chciał zostać projektantem mody, na Northwestern University w Chicago, w stanie Illinois. Kiedy kobieta zaszła w ciążę, mężczyzna ożenił się z nią, choć myślał o ślubie z Elizabeth Henderson. Państwo Forrester przeprowadzili się do Los Angeles, gdzie założyli „Dom mody Forrester” (Forrester Creations) oparty na talencie Erica i finansowany przez Stephanie. W trakcie zdobywania międzynarodowego prestiżu, sławy i bogactwa małżeństwu udało się wychować czwórkę dzieci w ciepłej, domowej atmosferze – najstarszego syna Ridge’a, jego brata Thorne’a i dwie młodsze siostry, Kristen i Felicię. Po latach, kiedy wszystkie dzieci były już dorosłe, odkryto, że biologicznym ojcem Ridge’a jest Massimo Marone. Stephanie i Eric mieli też córkę, Angelę. Dziewczynka zmarła w wieku 14 lat, a pani Forrester powiedziała mężowi, że Angela zmarła przy narodzinach.

### Początek i rozwój serialu
Pierwsze odcinki serialu skupiały się na ślubie Ridge’a i Caroline Spencer, córki bogatego, bardzo wpływowego biznesmena Billa Spencera. W tym czasie Ridge był już projektantem mody i wiceprezesem Forrester Creations. Wszystkie media, od wielkich stacji telewizyjnych po tabloidy, nazywały to wydarzenie „ślubem roku w świecie mody”. Tysiące kobiet widząc zdjęcia Ridge’a zastanawiały się, kim jest kobieta, która skradła serce niedawnemu playboyowi, który deklarował, że nie spędzi reszty życia u boku jednej kobiety.
Jedną z tych kobiet była studentka chemii, piękna Brooke Logan, wywodząca się z klasy średniej, mieszkająca z samotną matką Beth i rodzeństwem: Stormem, Donną i Katie w typowym amerykańskim domu w Dolinie San Fernando w Los Angeles. Ironiczny przypadek sprawił, że Beth okazała się być tą samą osobą, z którą Eric chciał się niegdyś ożenić. Z czasem, z rodziny Loganów jedynie Brooke pozostała w głównej obsadzie, a pozostali członkowie rodziny powracali gościnnie podczas kolejnych lat. Rywalizacja Caroline i Brooke o względy Ridge’a była głównym wątkiem pierwszych lat emisji Mody na sukces. Ridge ostatecznie wybrał Caroline, ale rozdzieliła ich śmierć kobiety. Brooke i Ridge wiązali się ze sobą tylko po to, by po pewnym czasie ponownie rozstać się z powodu zaistniałych okoliczności. Podobnie Eric wdawał się w romanse, ale zawsze wracał do Stephanie. Brooke również wdawała się w liczne romanse, m.in. ze swoim prawnikiem, z dwoma zięciami oraz ze szwagrem. Jej związki najczęściej kończyły się ślubami. Wyszła za mąż za ojczyma Ridge’a (uważanego wówczas za jego ojca), Erica oraz brata Ridge’a, Thorne’a. Urodziła Ericowi dwoje dzieci. Ridge niezmiennie odnajdywał spokój, zwykle kończący się ślubem, u boku kolejnej miłości jego życia, dr Taylor Hayes.
Przez ponad dekadę głównym wątkiem serialu była rywalizacja między Taylor a Brooke o względy Ridge’a. W 1989 Brooke straciła jego dziecko. W 1992 Taylor i Ridge wzięli ślub po raz pierwszy. Kiedy Taylor została uznana za zmarłą, w 1994 po raz pierwszy Ridge poślubił Brooke. W 1998 Taylor urodziła jego pierworodnego syna Thomasa. Rok później na świat przyszły bliźniaczki Phoebe i Steffy. W 2004 Ridge i Brooke doczekali się jedynego wspólnego dziecka, Ridge’a Juniora. W 2006 Ridge dokonał ostatecznego wyboru między kobietami, kiedy zdał sobie sprawę, że bardziej zakochany jest w Brooke. Powracał do Taylor na krótko w 2009 i 2011. Kiedy Brooke nie mogła być z Ridge’em, wiązała się z różnymi mężczyznami, z którymi często zachodziła w ciążę. W 2012 ostatecznie rozeszły się również drogi Ridge’a i Brooke. Nawiązała ona romans ze swoim szwagrem Billem Spencerem, z którym zaszła w ciążę. Brooke i Ridge powrócili do siebie na krótko w 2014, ale Ridge porzucił ją i zaręczył się z jej młodszą siostrą Katie. Po rozstaniu z Ridge’em Taylor zaczęła szukać pocieszenia w ramionach innych mężczyzn, ale nie mogła znaleźć szczęścia, gdyż Forrester pozostawał miłością jej życia.
Od samego początku, burzliwy konflikt między Stephanie i Brooke był kluczowy dla serialu. Między kobietami często dochodziło do ostrych wymian zdań, a nieraz również do rękoczynów. Stephanie popierała związek Ridge’a i Taylor, a Brooke uważała za oportunistkę. Ich ekranowa walka była niezaprzeczalnie jednym z głównych i najlepiej prowadzonych wątków. Z czasem, konflikt między odwiecznymi rywalkami nie przybierał już na sile. Brooke i Stephanie pogodziły się, kiedy u seniorki rodu Forresterów zdiagnozowano raka płuc. W 2012, Stephanie umarła w ramionach najstarszej Loganówny.
Od 2010 w serialu zaczęło pojawiać się coraz więcej nowych, młodych postaci. Był to celowy zabieg twórców serialu, który miał na celu przyciągnięcie uwagi młodszej widowni. W 2011 powtórzono sprawdzony schemat, kiedy piękne córki Taylor i Brooke – Steffy i Hope – zakochały się w Liamie Spencerze. Walka Hope i Steffy o miłość Liama szybko stała się głównym wątkiem serialu i zdominowała fabułę w 2012. Dodatkowo, perypetie pozostałych postaci zeszły na drugi plan i stały się jedynie tłem do miłosnego trójkąta. Błąd ten naprawiono dopiero w 2013. W serialu pojawiły się wówczas nowe postacie, ponownie wprowadzono wiele wątków, a rywalizacja Steffy i Hope zakończyła się, kiedy córka Taylor straciła dziecko Liama i wyjechała z miasta. W 2014 Hope zaszła w ciążę z bratem Liama, Wyattem. Kiedy poroniła, również wyjechała z miasta. W 2015 do serialu powróciła postać Steffy, która ponownie związała się z Liamem. W 2018 powróciła Hope, która ponownie stanęła do walki ze Steffy o serce Liama. Obecnie, obsada Mody na sukces to w większości nowi, młodzi bohaterowie.

### Wątki poboczne
Od początku istnienia serialu, główną rodziną, wokół której skupia się fabuła, są Forresterowie. W pierwszych latach emisji, serial skupiał się również na klanie Loganów i Spencerów. Na przełomie 1988/1989 z serialu kolejno zniknęli Loganowie, z których na stałe pozostała jedynie Brooke. Zastąpił ich wątek konkurencyjnego domu mody „Spectra Fashions”, kierowanego przez Sally Spectrę. Sally, niezwykle charakterystyczna postać z oburzającymi strojami i sporą czerwoną fryzurą, uczestniczyła zarówno w komicznych, jak i tragicznych wątkach serialu. Towarzyszyli jej: córka Macy, głupiutka recepcjonistka Darla Einstein, projektant Clarke Garrison, syn CJ oraz wierny krawiec Saul Feinberg. Rywalizacja Sally z Forresterami oraz kłótnie Spectry ze Stephanie były jednymi z ważniejszych wątków lat 90. Firma Sally nigdy nie mogła dorównać Forresterom, a stosunki Stephanie i Sally ostatecznie ociepliły się. W 2003, firmę Sally przejęli Brooke i Ridge. Zmienili jej nazwę na Logan Designs, ale już w 2004 firma trafiła z powrotem w ręce Spectry. Stephanie i Sally zostały przyjaciółkami, a Spectra Fashions zbankrutowała w 2005. Sally pracowała nawet dla Forresterów, a ostatecznie wyjechała z kraju do Saint-Tropez. Odejście postaci Sally wiązało się ze śmiercią aktorki. W 2007, Sally sprzedaje firmę Jackie i Nickowi. Firma zmieniła nazwę na „Jackie M. Designs” i ponownie staje się konkurencją Forresterów. Sally przenosi się na Wyspy Kanaryjskie, a kiedy w 2012 Stephanie dzwoni do Spectry, okazuje się, że spędza ona beztrosko czas w towarzystwie młodych mężczyzn.
W 1994, z serialu zniknęli Spencerowie, a fabuła skupiła się wokół nowych postaci. Dopiero w 2001, wprowadzono wątek rodziny Marone’ów, który stopniowo wyparł rodzinę Spectry i jej przyjaciół. Massimo Marone, głowa rodziny i miliarder zajmujący się żeglugą, wychowywał się i spotykał w czasie studiów ze Stephanie. Spędzili ze sobą tylko jedną noc, niedługo przed tym, gdy Stephanie pierwszy raz przespała się z Erikiem. Po ponad czterdziestu latach testy wykazały, że Massimo jest biologicznym ojcem Ridge’a. W 2003, w serialu pojawili się Dominick „Nick” Payne oraz jego matka, Jacqueline „Jackie” Payne. Okazała się ona byłą kochanką Massima, a Nick, jeden z kapitanów „Marone Industries”, jego synem. W przeciwieństwie do Ridge’a, Nick zmienił swoje nazwisko na Marone. W 2006, Massimo opuścił Los Angeles, a w 2012, z serialu zniknęli Nick, Jackie oraz jej mąż, Owen Knight. W 2025 w czerwcu znów pojawiła się postać Nicka co przywróciło wątek Marone'ów 
Od 2006, do serialu na stałe przywrócono rodzinę Loganów. W tym roku wrócili Stephen, Donna oraz Storm. W 2007 do serialu powróciła Katie, a rok później Beth. W 2008, Storm popełnił samobójstwo, a w 2010, Beth utopiła się w basenie Forresterów. W 2011 z serialu zniknął Stephen, więc serial skupił się na perypetiach sióstr Logan.
Od 2009, serial ponownie skupił uwagę na klanie Spencerów, wypierając rodzinę Marone’ów. Gościnnie zaczęła pojawiać się siostra bliźniaczka Caroline, Karen. Na stałe zagościł również syna Billa Spencera, Bill Junior, który poślubił Katie Logan. W 2010 odnalazł on swojego nieślubnego i dorosłego syna, Liama. W 2012, w serialu pojawiła się córka Karen, Caroline. W tym samym roku na świat przyszedł syn Billa i Katie, Will. W 2013, w serialu pojawił się drugi nieślubny syn Billa, Wyatt, wraz z matką, Quinn Fuller.
W 2017, z okazji jubileuszu 30-lecia istnienia Mody na sukces, postanowiono przywrócić do serialu wątek rodziny Spectra. Okazuje się, że Sally Spectra ma siostrę, Shirley, która wychowywała swoją wnuczkę, Sally. Na prośbę sędziwej Sally, Shirley i jej wnuczka postanawiają wskrzesić dom mody Spectra Fashions i przywrócić jego dawną świetność. Panie zatrudniają krawca, Saula, będącego wnukiem zmarłego Saula. Na stanowisko sekretarki wybierają Darlitę. Do nowej ekipy Spectry dołącza również młodsza siostra Sally, Coco. Wątek nowego klanu Spectry został jednak zakończony zaledwie po roku.
W ciągu kolejnych lat, serial poruszył wiele wątków dotyczących życia społecznego. W 1991 ukazano problem bezdomności w Los Angeles, kiedy Stephanie straciła pamięć i zamieszkała na ulicy. W 1999 sprawą bezdomności zajmuje się również Taylor, kiedy znajduje bezdomnego pod swoim domkiem na plaży. Do tego wątku powrócono w 2010 i 2011, kiedy Stephanie odwiedza tę samą dzielnicę L.A., gdzie znajduje się najwięcej bezdomnych osób. Stephanie i Brooke pomagały wówczas przy rozdawaniu posiłków. W Święta Bożego Narodzenia 2014, Forresterowie również pomagają przy posiłkach. W 2012 pojawił się w serialu wątek homoseksualny – Karen Spencer po wielu latach ujawniła, że jest lesbijką i wspólnie ze swoją żoną wychowują adoptowaną córkę, Caroline. W 2015 poruszono wątek osób transgenderycznych. Okazało się, że Maya Avant urodziła się jako mężczyzna i dzięki operacjom i terapii hormonalnej, stała się kobietą.

### Spin-off
Latem 2013 Moda na sukces doczekała się spin-offu. Internetowy serial Room 8 został stworzony przez Bradleya Bella, przy współpracy z aktorami serialu – Karlą Mosley oraz Lawrence’em Saint-Vincentem. Pierwotnie serial został stworzony na potrzeby scenariusza Mody na sukces. Serial powstał jednak naprawdę i wszystkie osiem odcinków ukazano w Internecie. W Room 8 Mosley i Saint-Victor grają główne role. Room 8 nie jest powiązany z fabułą Mody na sukces.

## Historia powstania serialu
Jesienią 1986 stacja telewizyjna CBS ogłosiła, że z powodu niskiej oglądalności zostanie zdjęty z anteny serial Capitol. W tym samym czasie ogłoszono konkurs na nową operę mydlaną, która zapełnić miała zwalniane miejsce w ramówce CBS. Do tego konkursu zgłosili się m.in. William Joseph Bell i jego żona Lee Phillip Bell ze swoją nową operą mydlaną pod roboczym tytułem Rags, która opowiadała o projektantach mody (w pierwszych założeniach miała być osadzona w środowisku prawniczym). Bellowie wcześniej, tj. w 1973, stworzyli inną operę mydlaną The Young and the Restless, która już od 13 lat nadawana była w CBS. CBS zainteresował się nowym projektem Bellów, który ostatecznie zwyciężył, jednakże nakazano zmienić mu tytuł. Serial wszedł do emisji już z nowym tytułem – The Bold and the Beautiful. Produkcja rozpoczęła się pod koniec 1986, a premiera nastąpiła 23 marca 1987. Stała się bardzo popularna w ciągu pierwszych dni emisji oraz była wtedy fenomenem dla Amerykanów.

## Temat muzyczny, czołówka i napisy końcowe

### Temat muzyczny
Temat muzyczny Mody na sukces, „High Upon This Love”, został napisany przez Jacka Allocco i Davida Kurtza. Gra na saksofonie była wykonywana przez Erica Marienthala. W 1998, w serialu gościnnie wystąpiła Dionne Warwick, która wykonała wersję wokalną utworu.

### Czołówka
Pierwsza czołówka serialu obowiązywała od 1987 do 1995 (do odc. 2052) i trwała ok. 30 sekund. Stworzona przez Wayne’a Fitzgeralda, składała się ze zdjęć ówczesnej obsady, modelek oraz projektów. Zakończenie stanowiło ujęcie rozwijającej się różowej rolki materiału, z dodanym napisem The Bold and the Beautiful, pisanym majuskułą czcionki Huxley Vertical, losowo się pojawiającym i układającym się w logo serialu. W 1995 (odc. 2053) muzyka została przedłużona i trwała 42 sekundy, choć bardzo rzadko używano krótszej wersji. W 2000 (odc. 3338), motyw muzyczny został zmodyfikowany. Istniały wówczas trzy wersje czołówki o różnych długościach. Najdłuższa, nadal trwała 42 sekundy. Średnia, używana była bardzo rzadko i trwała ok. 33 sekund. Najkrótsza, używana najczęściej, trwała ok. 21 sekund.
W ciągu kolejnych lat zmieniały się zdjęcia bohaterów serialu, prócz ujęć dwojga aktorów – Johna McCooka oraz Susan Flannery, których fotografie pozostawiano niezmienione.
2 lipca 2004 (odc. 4334) do serialu wprowadzono zupełnie nową czołówkę wraz z nowym logo serialu – monogramem B&B na czerwonym tle. W Polsce, czołówka ta ukazała się po raz pierwszy 4 grudnia 2008. Zamiast zdjęć wykorzystano w niej nagrane ujęcia głównych postaci wraz z ich serialowym imieniem. Postacie występujące gościnnie nie zostawały dodawane do czołówki. Większość członków obsady występuje w czołówce w ciemnym ubraniu. Istniały trzy wersje nowego otwarcia – pełnej długości (ok. 42 sekund), wersja krótsza (ok. 29 sekund) oraz najkrótsza (ok. 15 sekund). W dwóch pierwszych ukazano postacie, a najkrótszą wersję pozostawiono bez nich. Od 2005, do ujęć bohaterów dodano nazwiska aktorów. W grudniu 2005, wprowadzono czwartą, najkrótszą wersję czołówki (ok. 8 sekund), w której również nie ukazano postaci. Pierwsze trzy wersje rozpoczynają się okładką magazynu o modzie, która przemienia się w ujęcia z sesji zdjęciowej. Wraz z wprowadzeniem nowej wersji czołówki zmieniono towarzyszący jej utwór muzyczny.
W odcinku 6000 pojawiło się jedynie logo serialu. Był to specjalny odcinek, poświęcony osobom, które wygrały walkę z rakiem.
Podczas gali z okazji 6000 odcinka, zaprezentowano kolejną wersję czołówki, która obowiązywała do 2017 roku. Zmianie uległ zarówno towarzyszący temat muzyczny, logo serialu i zamysł czołówki, która ukazuje wybieg podczas pokazu mody, wokół którego znajdują się postacie. Nową czołówkę wprowadzono do serialu 21 lutego 2011 (odc. 6010). W Polsce, czołówka ta ukazała się po raz pierwszy 1 października 2014. Istnieją trzy wersje czołówki – najdłuższa (ok. 44 sekund), krótsza (ok. 30 sekund) i najkrótsza (ok. 9 sekund). Najkrótsza wersja nie zawiera postaci.
W odcinku 6186, w czołówce pojawiły się latające nietoperze. Miało to nawiązać do obchodzonego w tym dniu Halloween. Czołówka ta nie pojawiła się jednak w Polsce. W odcinku 6216 pojawiło się samo logo serialu. Był to specjalny odcinek, poświęcony porzuconym dzieciom. W odcinku 6286 pojawia się samo logo serialu, które przybiera srebrny kolor. W logo wpisana jest liczba 25, a poniżej napis „Srebrna rocznica”. Był to odcinek przygotowany na obchody 25-lecia serialu. Również i ta czołówka nie ukazała się w Polsce. Samo logo pojawiło się również w odcinku 6449, który był poświęcony przyjęciu pożegnalnemu dla Stephanie Forrester. Czołówka bez stałego podkładu muzycznego pojawiła się w odcinku 6456, w którym zmarła Stephanie. Tym razem obie czołówki pojawiły się w Polsce.
Z okazji 30-lecia serialu, 23 marca 2017 (odc. 7549) powrócono do oryginalnej wersji czołówki która to jednak była często odświeżana w warstwie graficznej i muzycznej. W Polsce pojawiła się w dniu 30 września 2020.
W czołówce emitowanej obecnie w RED GO występują postacie w następującej kolejności: Eric, Brooke, Ridge, Steffy, Liam, Quinn, Wyatt, Maya, Hope, Bill, Bill, Katie, Donna, Justin, Sally, Xander, Xander, Hope, Liam, Taylor, Thomas, Pamela, Shauna, Reese, Zoe, Flo, Katie, Xander, Quinn, Maya, Maya, Katie, Bill, Steffy, Ridge, Ridge, Brooke, Brooke, Eric.
W czołówce emitowanej obecnie na CBS występują postacie w następującej kolejności: Eric, Brooke, Ridge, Steffy, Liam, Hope, Paris, Quinn, Carter, Bill, Bill, Katie, Brooke, Sheila, Zende, Paris, Paris, Liam, Hope, Deacon, Brooke, Finn, Finn, Donna, Liam, Thomas, Taylor, Katie, Thomas, Quinn, Zende, Wyatt, Katie, Bill, Steffy, Ridge, Ridge, Brooke, Brooke, Eric.
W niektórych krajach jak na przykład we Francji, Niemczech czy Włoszech powstawały zregionalizowane wersje czołówek zawierające lokalną nazwę serialu. Dodatkowo we Włoszech prócz nazwy serialu skróconej do tytułu „Beautiful” do momentu wprowadzenia czołówki z wybiegiem mody używana była inna oprawa muzyczna którą to później zamieniono na oryginalną, ale w innej aranżacji niż w wersji oryginalnej.

### Napisy końcowe
Od 1987 do 2000, napisy końcowe miały kilka wersji, o różnych długościach i z różnymi wariacjami motywu muzycznego serialu. Stałymi elementami sekwencji końcowych były logo serialu, nazwiska twórców, producentów, scenarzystów i reżyserów oraz logo produkcji. Najdłuższe wersje napisów zawierały wspólnie nazwiska aktorów i ekipy filmowej oraz miały one różną długość (do ok. 2 minut). W innych, długich wersjach, nazwiska aktorów i członków ekipy ukazywano wymiennie. Krótsze sekwencje końcowe miały różną długość (od 8 do 20 sekund). Najkrótsze napisy końcowe trwały ok. 3 sekund. Zawierały one jedynie logo produkcji.
Od 1987 do 1992 (do odc. 1271), napisy końcowe prezentowane były na czarnym tle. W lewym, dolnym rogu widniało ówczesne logo serialu, a napisy, stworzone czcionką Huxley Vertical, pojawiały się z prawej strony.
W 1992 (od odc. 1272), czarne tło zastąpiono zmieniającymi się w każdym odcinku krajobrazami Los Angeles oraz zmieniono czcionkę napisów. Używano różnych widoków na plaże, serialowe domy bohaterów oraz ulice Los Angeles. Ujęcia z napisów końcowych zmieniały się również w zależności od miejsc odwiedzanych przez bohaterów. Logo serialu zostało wyśrodkowane i pojawiało się na samym początku. Nie ukazywano go jedynie w najkrótszych wersjach napisów.
W ciągu kolejnych lat, schemat napisów końcowych zmieniał się wraz z pojedynczymi wyjątkami. Już w grudniu 1987, w odcinku świątecznym, napisy ukazano na tle gwiazdki serialowej rodziny Loganów. Napisy przesuwały się z dołu do góry, a podkładem muzycznym była świąteczna melodia We Wish You a Merry Christmas. W styczniu 1990 (odc. 708), w odcinku zakończonym nocą poślubną Caroline i Ridge’a, zamiast stałego podkładu muzycznego, użyto instrumentalnej wersji utworu This Time Around, wykonanego w tym odcinku przez Ronna Mossa oraz Nicci Sill. W 1994, w odcinku zakończonym pogrzebem Taylor, w tle ukazano jej zdjęcie ślubne, użyto innej melodii, a pomniejszone, krótkie napisy pojawiły się w prawym dolnym rogu. Od listopada 1998 do lipca 1999, podkładem muzycznym napisów końcowych była wokalna wersja utworu High Upon This Love, wykonywana przez Dionne Warwick.
W sierpniu 1999 roku (odc. 3102) zmianie uległy napisy końcowe przed nową melodią czołówki (odc. 3338). Mimo kilku modyfikacji w ciągu kolejnych lat, pozostawiono jedynie dwie wersje (dłuższą i krótszą), rezygnując z tych najkrótszych. Obydwie obowiązują do dziś. Dłuższa sekwencja zawiera zarówno nazwiska aktorów, jak i ekipy filmowej. Trwa ona 1 minutę i 6 sekund i pojawia się średnio raz na tydzień. Krótsza wersja, pojawiająca się najczęściej, trwa 26 sekund.
Od 1999 (odc. 3102), obydwie wersje napisów końcowych mają stały podkład muzyczny. W grudniu 2000 (odc. 3444), wyjątkowo użyto motywu z lat 1987–2000. Takimi wyjątkami są również trzy odcinki z listopada i grudnia 2001 (3683, 3686, 3695). Podkład muzyczny ulegał zmianie dwukrotnie – wraz ze zmianami melodii najpierw w 2004, a potem w 2011. Zmianie poddano również czcionkę użytą w napisach. Lekko zmodyfikowana czcionka, wprowadzona we wrześniu 2011, wraz z przejściem na wysoką rozdzielczość obrazu, obowiązuje do dziś.
Od 2011, wprowadzono nowe ujęcia starych widoków z napisów końcowych. Odświeżano je od września 2011, wraz z przejściem ze standardowej na wysoką rozdzielczość obrazu.
Od 1987 do 2013 (do odc. 6480), nazwiska twórców serialu – Williama J. Bella oraz Lee Phillip Bell – niezmiennie pojawiały się na początku napisów. W 2013 (od odc. 6481), przeniesiono je na koniec.

## Realizacja
Realizacja Mody na sukces opiera się na tradycyjnym i typowym dla opery mydlanej sposobie kręcenia scen w studiu, z wykorzystaniem specjalnie stworzonej scenografii. Odpowiada ona głównie takim miejscom, jak posiadłości i mieszkania bohaterów czy siedziba Domu mody Forrester.
Aby przedstawić miejsce wydarzeń w serialu, pokazywane są ujęcia różnych budynków w Los Angeles, które w ciągu kolejnych lat pełnią jednak różne funkcje. W 2001 budynek, który był pokazywany jako miejsce pracy Taylor, od 2003 do 2006 był pokazywany jako Marone Industries. W 2009 znów ukazano go jako miejsce pracy Taylor. W pierwszych latach emisji budynek, który był pokazywany jako Spencer Publications, w 2007 ukazano jako Forrester Originals, od 2009 do 2010 ponownie był pokazywany jako Spencer Publications.
W ostatnich latach, podobnie jak w zakończonym już Guiding Light, pojawia się coraz więcej ujęć nagrywanych poza studiem. Pojawia się dużo scen wokół siedziby Domu mody Forrester, kręconych w różnych miejscach studia CBS.
Wiele scen kręconych w plenerze ma miejsce poza Los Angeles, a także poza USA. Od 1988, pokazywane są ujęcia domów bohaterów, będące w rzeczywistości posiadłościami rodziny Bellów, znajdujące się w dzielnicy Bel Air. Kręcono tutaj sceny takie jak: postrzelenie Ridge’a (1988), sceny Brooke i Ridge’a (2011, 2013), wypadek Caroline (2012/2013) oraz wypadek Hope (2014). Bohaterowie często odwiedzają miasto Big Bear. W plenerze, nakręcono tutaj sceny wypadku Bridget (2005) oraz pierwsze spotkanie Hope i Wyatta (2013). Leo Carrillo California State Park posłużył w 2009 jako Hawaje, gdzie Owen i Jackie wzięli ślub. Nakręcono tutaj również kłótnię Bridget i Nicka (2006) oraz sceny Thomasa i Brooke po katastrofie lotniczej (2011). W 1989, sceny konkurencyjnego pokazu mody nakręcono na statku Queen Mary. W 1990, Caroline i Ridge pobrali się w San Juan Capistrano. W 1991, Brooke i Eric wzięli ślub w Palm Springs. W 1993, Eric i Sheila wyjechali w podróż poślubną na Catalina Island. Na plaży w Point Dume dwukrotnie nakręcono śluby Brooke i Ridge’a (1994, 2009). Nakręcono tam również sceny Steffy i Marcusa (2008) oraz Steffy i Liama (2011). W 1996, sceny bójki Clarke’a i porywaczy jego syna nakręcono pod słynnym napisem Hollywood Sign. Sfilmowano tam także sceny Brooke i Ridge’a (2010). W 2004, Brooke i Nick spacerowali po Venice Beach. Kręcono tam również sceny Steffy i Liama (2012). W 2006, niedaleko przystani Marina del Rey nakręcono ślub Brooke i Nicka, a także sceny Stephanie (2009). W 2007, Phoebe i Constantine odwiedzili słynną ulicę Hollywood Boulevard. W 2009, Ann Douglas umarła na plaży Paradise Cove w Malibu. W 2010, Stephanie, Taylor i Brooke odbyły przejażdżkę kolejką Angels Flight. Na molo Santa Monica Pier nakręcono przejażdżkę Brooke i Stephanie kolejką górską (2010), a wcześniej także sceny Steffy i Ricka (2009). W 2013, Maya i Rick spacerowali ulicą Rodeo Drive. W 2014, nakręcono sceny Katie i Ridge’a w Pan Pacific Park.
Sceny Mody na sukces kręcono także w takich miejsca jak: Saint Thomas (1992), Barbados (1996), Lago di Como (1997), Wenecja (1999/2000), Portofino (2002/2003), Sydney (2007, 2017), Aspen (2011, 2012, 2013), Cabo San Lucas (2011/2012), Apulia (2012), Monte Carlo (2013, 2014,2016, 2017), Abu Zabi (2014), Amsterdam (2014), Paryż (2014) oraz Rzym (2023).
Moda na sukces jako przedostatnia amerykańska opera mydlana przeszła ze standardowej na wysoką rozdzielczość obrazu. 7 września 2011 wyemitowano pierwszy odcinek wyprodukowany w HD (odc. 6149). W Polsce odcinek ten udostępniono 30 lipca 2015.

## Moda na sukcesw kulturze masowej
Moda na sukces jest najdłużej emitowanym serialem w Polsce, przez co często jest obiektem żartów. W różnego typu programach i artykułach pojawiają się nawiązania do serialu. Piętnowane są cechy charakterystyczne dla opery mydlanej, takie jak wolna akcja i niski poziom aktorstwa (patrz: sekcja Krytyka), a tytuł wykorzystuje się w porównaniach jako synonim czegoś nudnego.
W serialach takich jak Sześć stóp pod ziemią, Sąsiedzi czy Niania bohaterowie rozmawiają o wydarzeniach z serialu bądź go oglądają. Innym przykładem wykorzystania tego motywu jest parodia emitowana na kanale TVN pt. Grzeszni i bogaci, piętnująca cechy tej opery mydlanej. W serialu pojawiły się znane z Mody na sukces imiona i nazwiska, takie jak Forrester, Tejlor czy Rik. Serial był produkowany w oparciu o francuską wersję pt. Le cœur a ses raisons (po polsku: serce ma swoje racje).
Wśród wielu żartów na temat Chucka Norrisa można znaleźć także jeden na temat Mody na sukces: „Tylko Chuck Norris wie ile jest odcinków „Mody na sukces”.

## Krytyka
Opera mydlana skupia się na losach głównych postaci: Stephanie, Erica, Brooke, Ridge’a, Taylor oraz Thorne’a. Serial krytykowany jest jednak za mało rozwinięte wątki poboczne i zbytnie skupianie się na wąskiej grupie głównych postaci. W innych amerykańskich operach mydlanych rzadkością jest opowiadanie przez kilkanaście odcinków o tym samym wątku, co często zdarza się w Modzie na sukces.

### Wątki
Krytyce poddawany jest też fakt zbyt szybkich zmian w fabule dotyczących związków postaci. Jednocześnie, wielu znanych krytyków, m.in. Carolyn Hinsey, wielokrotnie wspomina o nagłych zatrzymaniach rozwoju akcji i niespodziewanych zakończeniach wątków (tak jak to miało miejsce w 2003, w wątku romansu pomiędzy Bridget a Ridge’em).
W serialu pojawiają się też często absurdalne wątki, które nie są możliwe w rzeczywistości. Często powracają postacie, które uważano za nieżyjące. W 1994 i 2002 uznano za zmarłą Taylor Forrester (w 1994, samolot, którym miała lecieć rozbił się; w 2002, została postrzelona przez Sheilę); postać jednak powróciła kolejno w 1995 (gdy okazało się, że Taylor została uratowana przez księcia Omara Rashida) i 2005 (gdy wyszło na jaw, że Taylor nie umarła, a zapadła w śpiączkę; jej ciało wykradł książę Omar, w trumnie pozostawiając plastikową kukłę). Kolejnym przykładem takiego surrealistycznego powrotu jest wątek Macy Alexander, o której domniemano, że w 2000 zginęła w wyniku eksplozji samochodu. W 2003 okazało się, że wybuch wyrzucił ją z samochodu i dzięki temu przeżyła. W tym samym roku rzekomo zginęła również główna postać Mody na sukces – Ridge Forrester. Za zmarłego uznano go po wpadnięciu do rozpalonego pieca. Kilka odcinków później okazało się jednak, że Forrester przeżył, gdyż nie wpadł do pieca, tylko do komory na popiół i przez kilka dni był nieprzytomny. W 2005 Felicia Forrester wróciła do rodzinnego miasta z wiadomością, że nastąpił nawrót raka okrężnicy i wkrótce umrze. Forresterowie myśleli, że zmarła w ramionach matki. Jak się później okazało, Forresterówna odzyskała przytomność w karetce i przeżyła dzięki interwencji Stephanie.
Kiedy w 1990 zmarła pierwsza żona Ridge’a, Caroline Spencer, William Bell chciał, aby w 1994 wróciła ze świata zmarłych. Odtwórczyni tej roli – Joanna Johnson – nie zgodziła się. Na ten sam pomysł wpadł Brad Bell, ale aktorka znów odmówiła.

### Zmiany w obsadzie
Zmiany w obsadzie są stałym elementem serialu. W 25-letniej historii serialu wiele postaci było odgrywanych przez dwóch lub więcej aktorów, co często wywoływało sprzeciw odbiorców. Już w 1987 z obsady zniknęła Judith Baldwin – pierwsza odtwórczyni roli Beth Logan; zastąpiła ją Nancy Burnett. W roli seniorki rodu Loganów gościnnie wystąpiła też Marla Adams (1990–1991), a od 2008 do 2010 rolę Elizabeth grała Robin Riker. Kolejnym przykładem jest zmiana aktorki grającej postać Bridget Forrester, ze zdobywczyni Emmy, Jennifer Finnigan, na mniej znaną Emily Harrison. Zmiana ta nie była akceptowana przez widzów, więc postać ta szybko przestała występować często i aktorka występowała gościnnie. Błąd ten postanowiono naprawić, i rolę przejęła była gwiazda Żaru młodości, Ashley Jones, która pozostała w głównej obsadzie do listopada 2010. W grudniu 2013 Thorsten Kaye zastąpił Ronna Mossa w roli Ridge’a Forrestera.
W Modzie na sukces było jednak wiele udanych zmian w obsadzie, np. przejęcie roli Thorne’a Forrestera przez Winsora Harmona, Felicii Forrester przez Lesli Kay, Stephena Logana przez Patricka Duffy i Kristen Forrester przez Tracy Melchior. Z kolei zmiana aktora grającego postać Ricka Forrestera, z Justina Torkildsena na aktora z Days of our Lives, Kyle’a Lowdera w 2007, wywołała mieszane uczucia. Lowder w styczniu 2011 odszedł z obsady, a od września 2011 rolę Ricka ponownie odgrywa Jacob Young (wcześniej w latach 1997–1999). Kolejną wartą odnotowania zmianą było zastąpienie w 2007 Nancy Sloan, trzykrotną zdobywczynią Emmy, Heather Tom w roli Katie Logan, młodszej siostry Brooke i Donny. Heather Tom pierwszy raz pojawiła się w 2007 i gra w serialu do dziś.
W listopadzie 2002 serial opuściła jedna z głównych postaci, Hunter Archila, wcielająca się od 1990 w rolę dr Taylor Hayes Forrester. Powróciła jednak gościnnie w lutym i marcu 2004, a od maja 2005, powróciła do głównej obsady na stałe. We wrześniu 2012 obsadę opuścił Ronn Moss, który od początku istnienia serialu wcielał się w rolę Ridge’a Forrestera. W tym samym roku kolejna aktorka z oryginalnej obsady, Susan Flannery, odtwórczyni roli Stephanie Douglas Forrester, podjęła decyzję o odejściu z serialu. W lipcu 2013 z serialu ponownie odeszła Hunter Tylo. Powróciła gościnnie kilkakrotnie w 2014 i 2018.
Susan Flannery oraz Ronn Moss należeli do czwórki aktorów oryginalnej obsady, grających w serialu od pierwszego odcinka. Obecnie, z tej obsady pozostało jedynie dwoje aktorów – John McCook (Eric) oraz Katherine Kelly Lang (Brooke). Jedynie postacie Susan oraz Johna nigdy nie zostały zastąpione przez innych aktorów.
W serialu można również odnieść wrażenie, że dzieci starzeją się szybciej od swoich rodziców, ponieważ aktorzy dziecięcy, po upływie pewnego czasu, są zastępowani innymi, starszymi. Dorośli aktorzy zasadniczo się nie zmieniają. Zjawisko to jest nazywane SORAS. Oglądając serial można odnieść wrażenie, że czas płynie szybciej niż w rzeczywistości. Jednym z pierwszych takich przykładów jest postać Mary Warwick, która w serialu urodziła się w 1997, a w 2002 została obsadzona dorosłą aktorką, Courtnee Draper. Innym przykładem jest postać Hope Logan, która w serialu urodziła się w 2002, a od 2010 do 2016 była odgrywana przez pełnoletnią aktorkę, Kimberly Matulę. Również Alexandria Forrester, która urodziła się w serialu w 2004, od 2013 do 2015 była grana przed dorosłą aktorkę, Ashlyn Pearce.

### Krytyka niemal kazirodczych związków postaci
Stosunkowo mała obsada zmusiła twórców do stworzenia związków pomiędzy członkami rodzin połączonych powinowactwem. Dodatkowo, wiele wątków dotyczyło walk o partnera pomiędzy rodzeństwem lub dzieckiem i rodzicem.

## Oglądalność w ciągu kolejnych lat
Od swojego debiutu w 1987 do sezonu 1988–1989 serial zajmował 8. miejsce pod względem oglądalności (wśród oper mydlanych z pasma daytime). W sezonie 1989–1990 i 1991–1992 serial zajmował już 6 pozycję. W latach 1992–1993 Moda na sukces wskoczyła na trzecie miejsce. W latach 1993–1994 i 1994–1995 zajmowała czwartą pozycję. Od okresu 1995–1996 do okresu 1998–1999 Moda na sukces zajmowała trzecie miejsce. Od sezonu 1999–2000 aż do dziś jest na drugim miejscu pod względem liczby widzów. Serial ma najstarszą widownię spośród amerykańskich oper mydlanych z pasma daytime. Odcinek o rekordowo niskiej oglądalności (USA; niepowtórkowy) został wyemitowany 31 lipca 2020. Przed telewizorami zgromadziło się wówczas 1 935 000 widzów.
W okresie od 16 do 20 marca 2020, po 33 latach emisji, Moda na sukces po raz pierwszy w historii zajęła pierwsze miejsce w oglądalności wśród amerykańskich oper mydlanych z pasma daytime, jednak już tydzień później została zdetronizowana przez Żar młodości.

## Związek zŻarem młodości
Bellowie – twórcy serialu Moda na sukces – w 1973 stworzyli serial The Young and The Restless (w skrócie Y&R), w Polsce znany jako Żar młodości. Dość częstym zjawiskiem, jest pojawianie się tych samych postaci w obu serialach (ang. crossover). Skrzyżowania akcji obu seriali okazały się udane i przysporzyły Modzie... ponad milion widzów. Oto przykłady crossoverów:
| Aktor                | Postać                      | Lata w B&B                        | Lata w Y&R                                | Opis wątku |
| -------------------- | --------------------------- | --------------------------------- | ----------------------------------------- | --- |
| Kimberlin Brown      | Sheila Carter               | 1992–1998, 2002–2003, od 2017     | 1990–1992, 2005–2006                      | Jedna z barwniejszych postaci Mody na sukces; w 1992 Bell zaaranżował śmierć Sheili w Genoa City i przeniósł ją do Los Angeles, gdzie wdawała się w związki z wieloma mężczyznami (była żoną Erica Forrestera i Jamesa Warwicka), wielokrotnie popełniała przestępstwa, zastrzeliła Taylor, wrzuciła Ridge’a do pieca i chciała zgładzić Stephanie oraz zmagała się ze swoją odwieczną przeciwniczką z Genoa City, Lauren Fenmore, bliską znajomą Forresterów, która zastrzeliła Sheilę w 2007. W 2017 po nieudanej próbie zabójstwa Quinn, Sheila pojawia się w domu Katie. |
| Marilyn Alex         | Molly Carter                | 1992–1993, 1997–1998              | 1991–1993, 1995                           | Matka Sheili Carter. Przyjechała do L.A., aby odwiedzić córkę, którą wcześniej uznawała za zmarłą w pożarze, a która teraz jest związana z Erikiem. Powróciła do Genoa City, aby przeprosić Lauren Fenmore w imieniu córki. Pojawiła się ponownie w L.A., gdy Sheila chciała związać się z Jamesem Warwickiem. |
| John McCook          | Eric Forrester              | od 1987                           | 1993, 1995, 2005, 2008, 2013              | W 1993 zadzwonił do Lauren Fenmore, aby zaprosić ją do Los Angeles. W 1995 zadzwonił do Sheili, by poinformować ją o przyjeździe Fenmore. W 2005 najpierw pojawił się w Y&R, aby ostrzec Michaela Baldwina przed Sheilą, a potem zjawił się na ślubie Lauren. W 2008 rozmawiał z Ashley i Jackiem. W 2013 Eric pojawił się na ślubie Nikki i Victora. |
| Don Diamont          | Brad Carlton                | 1993                              | 1985–1996, 1998–2009                      | Brad przyjechał do L.A. w 1993, aby ukraść Sheili zdjęcia, kompromitujące jego i Lauren. Zmarł w 2009. |
| Susan Flannery       | Stephanie Douglas Forrester | 1987–2012, 2018                   | 1993                                      | Stephanie pojawiła się w Genoa City, aby poinformować Lauren o ślubie Erica i Sheili. Zmarła w 2012. |
| Tracey E. Bregman    | Lauren Fenmore Baldwin      | 1993, 1995–1999, 2002, 2004, 2007 | 1983–1995, od 2000                        | Zakochała się w Ericu Forresterze, Ridge’u Forresterze oraz Jamesie Warwicku. W 2002 pojawiła się, gdy pomagała Sally i Ridge’owi. W 2004, Massimo Marone zażądał od Lauren, aby potwierdziła, że widziała się z jego żoną, Jackie. Lauren skłamała, że tak, a w rzeczywistości, Jackie zdradzała męża z Deaconem Sharpe’em. Lauren rozmawiała również z Erikiem. Powróciła również w 2007, aby ostrzec Forresterów przed Jackie i Nickiem. Lauren toczyła też wiele walk ze swoją odwieczną rywalką – Sheilą Carter, którą zastrzeliła w 2007 w Żarze...                    |
| Peter Barton         | Dr Scott Grainger           | 1993                              | 1987–1993                                 | Umierający, ówczesny mąż Lauren Fenmore. Spotkał się z Sheilą podczas jej podróży poślubnej z Erikiem i przebaczył jej wszystkie występki. |
| Ian Buchanan         | Dr James Warwick            | 1993–1998, 2004, 2008–2009, 2011  | 1995                                      | W 1995 James pojawił się w Y&R, dzwoniąc do Lauren. |
| Katherine Kelly Lang | Brooke Logan                | od 1987                           | 1999, 2007                                | W 1999 rozmawiała z Jackiem Abbottem, Victorem Newmanem oraz Bradem Carltonem, a później rozmawiała przez telefon z Cane’em Ashbym – ówczesnym, fałszywym mężem Amber Moore. |
| Peter Bergman        | Jack Abbott                 | 1998                              | od 1989                                   | Rozmawiał z Brooke, Ridge’em i Erikiem, na temat „Sypialni Brooke”. Jack Abbott jest bratem Ashley Abbott, która również jest postacią Żaru..., i która zagrała też w Modzie... |
| Eric Braeden         | Victor Newman               | 1999                              | od 1980                                   | Flirtuje z Brooke Logan, która chciała wzbudzić tym zazdrość w Ridge’u Forresterze. |
| Aaron Lustig         | Dr Tim Reid                 | 2001                              | 1996–1997, 2012                           | Lekarz. Przeniósł się do L.A., gdzie współpracował z Morgan, pomógł jej więzić Taylor Hayes Forrester. Zmarł w 2012. |
| Susan Seaforth Hayes | Joanna Manning Fenmore      | 2003                              | 1984–1989, 2005–2006, 2010                | Matka Lauren Fenmore. Pojawiła się w L.A. i rozmawiała ze swoją przyjaciółką Jackie Payne. |
| Jeanne Cooper        | Katherine Chancellor        | 2005                              | 1973–2013                                 | Pojawiła się w Modzie..., aby pomóc Stephanie Forrester w odzyskaniu kontroli nad Forrester Creations. Zmarła w 2013. |
| Adrienne Frantz      | Amber Moore                 | 1997–2005, 2010–2012              | 2006–2010, 2013                           | Intrygantka i była żona Ricka Forrestera; przeniosła się do Genoa City. Do Los Angeles, a tym samym do Mody na sukces, wróciła w 2010. W 2013 pojawiła się w Genoa City, by powspominać zmarłą Katherine Chancellor. |
| Eileen Davidson      | Ashley Abbott               | 2007–2008                         | 1982–1989, od 1999                        | Była związana z Rickiem Forresterem, Ridge’em Forresterem i Stormem Loganem. W 2008 Ashley powróciła do Żaru... W 2012 wyjechała do Nowego Jorku i zniknęła z ekranu. Powróciła gościnnie w 2013. We wrześniu 2014 wraca na stałe do Genoa City. |
| Beth Maitland        | Tracy Abbott Connolly       | 2007                              | 1982–1996, 1999, 2001–2003, 2006, od 2008 | Siostra Ashley. Kobiety rozmawiały przez telefon. |
| Darcy Rose Byrnes    | Abby Carlton                | 2007–2008                         | 2003–2008                                 | Córka Ashley Abbott. Przeniosła się z matką do L.A. |
| Lauralee Bell        | Christine Blair             | 2007                              | 1983–2006, od 2010                        | Była adwokatką, broniącą Ridge’a w sprawie śmierci Shane’a. Aktorka jest córką twórców obydwu soap oper. |
| Lesli Kay            | Felicia Forrester           | 2005–2014, 2016                   | 2008                                      | Pomagała w pracy nad magazynem „Restless Style”. Nawiązała flirt z Nicholasem Newmanem. |
| Sean Kanan           | Deacon Sharpe               | 2000–2005, 2012, 2014–2017        | 2009–2012                                 | Jako handlarz dziełami sztuki, za pomocą nieczystych zagrywek, próbował zdobyć dawną miłość – Amber Moore. Ożenił się z Nikki Newman, ale szybko się rozstali. W maju 2012, Deacon powrócił na krótko do Los Angeles, a tym samym do Mody na sukces. W czerwcu 2014 ponownie dołączył do stałej obsady Mody... |
| Andrea Evans         | Tawny Moore                 | 1999–2000, 2010–2011              | 2010                                      | W maju 2010, Tawny pojawiła się w Genoa City, aby odnaleźć swoją córkę i wnuka. |
| Field Cate           | Eric Sharpe                 | –                                 | 2010                                      | Syn Becky Moore i Deacona Sharpe’a, wychowywany przez pewien okres przez Amber Moore i Ricka Forrestera. W 2004 zniknął z Mody..., a w 2010 gościnnie pojawił się w Żarze..., grany przez nastoletniego aktora. |
| Tonya Lee Williams   | Olivia Barber               | 2011                              | 1990–2005, 2007–2012                      | Kuzynka Justina Barbera, pojawiła się na jego ślubie z Donną Logan. |
| Ramona Bruland       | Ramona                      | 2011–2013                         | 2011                                      | Prezenterka telewizyjna. Knuła z Billem Spencerem Juniorem przeciwko Hope Logan. |
| Zack Conroy          | Oliver Jones                | 2010–2015                         | 2013                                      | Fotograf w Forrester Creations. Pojawił się w Y&R, gdzie poprowadził sesję zdjęciową. |
| Jacob Young          | Rick Forrester              | 1997–1999, od 2011                | 2014                                      | Pojawił się w Y&R na pokazie mody, razem ze swoją ówczesną żoną, Caroline Spencer. |
| Linsey Godfrey       | Caroline Spencer Forrester  | 2012–2017                         | 2014                                      | Pojawiła się w Y&R na pokazie mody, razem ze swoim ówczesnym mężem, Rickiem Forresterem. |
| Judith Chapman       | Gloria Bardwell             | 2014                              | od 2005                                   | Postać Y&R. Pojawiła się w B&B na pokazie mody. |
| Courtney Hope        | Sally Spectra               | 2017–2020                         | od 2020                                   | |

Wielu aktorów serialu Moda na sukces, zagrało w Żarze młodości całkiem inne postacie.
| Aktor                | Postać w B&B                                                   | Postać w Y&R                                       |
| -------------------- | -------------------------------------------------------------- | -------------------------------------------------- |
| John McCook          | Eric Forrester (od 1987)                                       | Lance Prentiss (1976–1980)                         |
| Darlene Conley       | Sally Spectra (1988–2006)                                      | Rose DeVille (1979–1980, 1986–1987, 2000)          |
| Greg Wrangler        | Ron Deacon (1987)                                              | Steve Connolly (1992–1994, 2001, 2009)             |
| Peter Brown          | Blake Hayes (1991–1992)                                        | Robert Laurence (1981–1982, 1989–1991)             |
| Katherine Kelly Lang | Brooke Logan (od 1987)                                         | Gretchen (1981)                                    |
| Jim Storm            | Bill Spencer Sr. (1987–1994, 1997, 2000, 2003, 2009)           | Neil Fenmore (1983–1986)                           |
| Marla Adams          | Elizabeth „Beth” Henderson Logan (1990–1991)                   | Dina Mergeron (1983–1986, 1991, 1996, 2008, 2017-) |
| Andrea Evans         | Tawny Moore (1999–2000, 2010–2011)                             | Patty Williams (1983–1984)                         |
| Lauren Koslow        | Margo Lynley (1987–1992, 2002)                                 | Lindsey Wells Abbott (1984–1986)                   |
| Don Diamont          | Bill Spencer Jr. (od 2009)                                     | Bradley Carlton (1985–1996, 1998–2009)             |
| Barbara Crampton     | Margaret „Maggie” Forrester (1995–1998)                        | Leanna Randolph (1987–1993, 1998–2002, 2006–2007)  |
| Shari Shattuck       | Heather Thomson (1992)                                         | Ashley Abbott (1996–1999)                          |
| Heather Tom          | Katie Logan (od 2007)                                          | Victoria Newman (1990–2003)                        |
| Ashley Jones         | Bridget Forrester (2004–2013, 2015–2016)                       | Megan Dennison Viscardi (1997–2001)                |
| Jennifer Gareis      | Donna Logan (od 2006)                                          | Grace Turner (1997–2000, 2002, 2004, 2014)         |
| Tracy Melchior       | Kristen Forrester Dominguez (2001–2006, 2008, 2012–2013, 2017) | Veronica Martin Landers (1997)                     |
| Gladys Jimenez       | Carmen Arena (2000–2001)                                       | Ramona Caceres (1999–2000, 2002)                   |
| Rick Hearst          | Whip Jones (2002, 2009–2011)                                   | Matt Clark (2000–2001)                             |
| Robert Pine          | Stephen Logan (1988, 1994, 1996–1997, 2000–2001)               | Jim (2008)                                         |

## Moda na sukcespoza Stanami Zjednoczonymi
Moda na sukces jest najpopularniejszą amerykańską operą mydlaną na świecie, oglądaną przez około 26,2 miliony widzów w 140 krajach:
- Angielski – The Bold and the Beautiful (nazwa ta jest używana w Stanach Zjednoczonych, Wielkiej Brytanii, Australii, Nowej Zelandii, Kanadzie, Holandii oraz Republice Południowej Afryki)
- Arabski – الجريء و الجميلات
- Bułgarski – Дързост и красота
- Czeski – Báječní a bohatí
- Duński – Glamour
- Estoński – Vaprad ja ilusad
- Fiński – Kauniit ja rohkeat
- Francuski – Amour, Gloire et Beauté – Top Models – Top Modèles
- Grecki – Τóλμn και Γoητεíα
- Hebrajski – היפים והאמיצים
- Hiszpański – Belleza y poder
- Islandzki – Glæstar Vonir
- Kataloński – Bellesa i poder
- Litewski – Žavūs ir drąsūs
- Łotewski – Hameleonu rotaļas
- Niemiecki – Reich und Schön, wcześniej Fashion Affairs
- Norweski – Glamour
- Perski – جسور و زیبا
- Portugalski – Malha de Intrigas
- Rosyjski – Дерзкие и красивые
- Rumuński – Dragoste si putere
- Serbski – Одважни и лепи
- Szwedzki – Glamour
- Turecki – Cesur ve Güzel
- Węgierski – Gazdagok és szépek
- Włoski – Beautiful

## Moda na sukcesw Polsce

### Emisja serialu

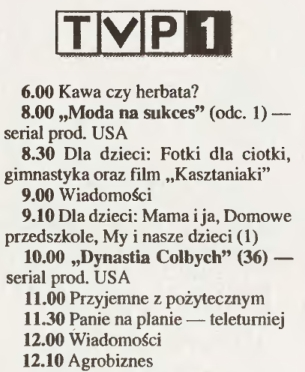
Fragment programu TV z 5 września 1994

Pierwszy odcinek Mody na sukces w Polsce został wyemitowany 5 września 1994 w TVP1 o godz. 8.00. Odcinek powtórzono tego samego dnia o godz. 16.00. Emisja rozpoczęła się od odcinka 216, mimo to odcinki były numerowane od 1 – numery według polskiej numeracji były niższe o 215 niż w numeracji oryginalnej. Odcinki emitowane były trzy razy w tygodniu – w poniedziałki, środy i piątki o godz. 8.00. Odcinki powtarzano w tych samych dniach o godz. 16.00.
W wakacje 1995 miała miejsce przerwa w emisji.
Od 24 czerwca 1996 serial emitowano 5 dni w tygodniu, od poniedziałku do piątku. 23 lipca stacja postanowiła zakończyć emisję serialu na odcinku 260 (475). 23 września Moda na sukces wróciła na antenę. Odcinki były emitowane od poniedziałku do piątku o godz. 8.00, bez popołudniowych powtórek. Od 18 listopada serial zaczęto emitować o godz. 17.25 od poniedziałku do czwartku.
1 września 1997 serial przesunięto na godz. 16.15. Od 21 listopada Moda na sukces zaczęła być również pokazywana w piątki.
Od 28 września 1998 emisję przesunięto na godz. 16.00, a od 12 października na godz. 16.30.
28 czerwca 1999 serial ponownie przesunięto na godz. 16.15. 1 września emisję przesunięto na godz. 18.00, a także wprowadzono emisję w soboty o godz. 17.50. 30 listopada wyemitowano 1000 (1215) odcinek serialu.
Od 26 czerwca 2000 Modę na sukces przeniesiono na godz. 15.35, jednocześnie zaprzestając emisji w soboty. Od 11 września Modę na sukces emitowano o godz. 16.30.
Od 10 września 2001 serial przenoszono na godz. 16.00 oraz godz. 16.15. Od 24 września serial regularnie emitowano o godz. 16.30. Od 1 grudnia Moda na sukces ponownie emitowana była w soboty.
16 czerwca 2002 TVP1 wyemitowała specjalny cykl reportaży w ramach Dnia z „Modą na sukces”, emitowanych między innymi pozycjami programowymi.
Od 9 czerwca 2003 emisję premierowych odcinków przeniesiono na godz. 7.10. Powtórki odcinków emitowano w tych samych dniach, o godz. 16.30. 30 sierpnia wyemitowano 2000 (2215) odcinek serialu. Od 15 września premierowe odcinki przesunięto na godz. 16.25, zaprzestając emisji porannej. Od 13 października emisję premierowych odcinków przeniesiono na godz. 8.25. Powtórki odcinków emitowano w tych samych dniach o godz. 16.30.
Od 19 do 30 kwietnia 2004 premierowe odcinki przesunięto na godz. 16.25, zaprzestając emisji porannej. Od 5 maja premierowe odcinki ponownie nadawane były o godz. 8.20, natomiast powtórki emitowano w tych samych dniach o godz. 16.25. Od 6 września premierowe odcinki nadawane były o godz. 10.20.
Od 28 lutego 2005 emisję powtórkowych odcinków przeniesiono na godz. 15.35. Od 27 czerwca premierowe odcinki emitowano o godz. 8.15, a powtórki w tych samych dniach o godz. 16.00. Dodatkowo od 26 czerwca tylko na okres wakacji wprowadzono emisję w niedziele ok. godz. 6.00 (powtórki o godz. 16.15). Od 5 września emisję powtórek przesunięto na godz. 16.25.
Od 2 stycznia 2006 serial zaczęto emitować po dwa odcinki dziennie od godz. 16.00. Wycofano emisje poranne oraz zaprzestano emisji w soboty. Od 2 marca emitowano odcinki powtórkowe następnego dnia powszedniego od godz. 5.00. Od 5 czerwca wycofano emisje porannych powtórek. Od 10 czerwca wznowiono emisje w soboty, po jednym odcinku o godz. 15.55. Od 4 września ponownie wprowadzono odcinki powtórkowe od godz. 5.00. Ponownie wycofano emisje w soboty. 6 września wyemitowano 3000 (3215) odcinek serialu.
Od 2 stycznia 2007 emisję powtórkowych odcinków przeniesiono na godz. 12.10. 14 kwietnia TVP1 przygotowała specjalny reportaż, zatytułowany Moda na modę, który poświęcony był obchodom 20-lecia istnienia serialu. Od 25 czerwca powtórki przeniesiono na godz. 5.15. Od 30 czerwca zaczęto emisje w soboty, po dwa odcinki. Od 3 września odcinki powtórkowe przeniesiono na godz. 8.30. Wycofano emisje w soboty.
Od 3 stycznia 2008 powtórki odcinków emitowano o godz. 11.10. Od 12 kwietnia wznowiono emisję w soboty, po jednym odcinku. Od 23 czerwca powtórki wyświetlano o godz. 5.15, a odcinki premierowe od godz. 17.40. Zawieszono emisje w soboty. Od 11 do 22 sierpnia chwilowo zawieszono emisję porannych powtórek. Od 1 września premierowe odcinki ponownie były nadawane od godz. 16.00. 12 września wyemitowano 4000 (4215) odcinek serialu. Od 22 września zaprzestano emisji porannych. Od 6 października powtórki emitowano od godz. 10.00. Od 11 października wznowiono emisję w soboty, po dwa odcinki.
Od 19 stycznia 2009 zawieszono emisję powtórek. Od 2 marca powtórki emitowano od godz. 11.05, a premiery od godz. 15.55. Od 30 marca zawieszono emisję powtórek. Od 12 maja wprowadzono możliwość oglądania odcinków Mody na sukces z TVP1 również za pośrednictwem Internetu na stronie TVP. Od 22 czerwca Modę na sukces emitowano po jednym odcinku o godz. 18.20. Zawieszono emisję powtórek i odcinków w soboty. Od 31 sierpnia przywrócono dwa odcinki od godz. 16.05.
Od 2 marca 2010 wciąż emitowano dwa odcinki dziennie. Jednak pierwszy wyświetlany był o godz. 14.30, a drugi o godz. 15.20. 12 maja wyemitowano 5000 odcinek serialu. Przy tej okazji numeracja odcinków została skorygowana. Od 7 czerwca pierwszy odcinek wyświetlany był o godz. 16.20, a drugi o godz. 17.35. Od 30 lipca emitowano już tylko jeden odcinek, o godz. 16.25. Od 6 września wznowiono emisję dwóch odcinków od godz. 15.35. Od 19 października wznowiono emisję powtórek od godz. 5.05. Od 25 października serial emitowano od godz. 15.50. Od 30 maja 2011 zawieszono emisję dwóch odcinków. Wyświetlano po jednym odcinku o godz. 16.05. Od 13 czerwca zawieszono emisję Mody na sukces na okres wakacji. Serial wrócił na antenę 5 września. Emitowano jeden odcinek o godz. 16.20. Powtórki wyświetlano następnego dnia powszedniego o godz. 4.50.
Od 9 stycznia 2012 odcinki premierowe przesunięto na godz. 16.30, a powtórki na godz. 5.15. Od 5 marca premierowe odcinki emitowano o godz. 10.55. Powtórki wyświetlano w soboty i niedziele o wczesnych porach. Od 8 czerwca ponownie zawieszono emisję Mody na sukces na czas wakacji, choć wstępnie planowano emitować go o godz. 15.20. Serial wrócił na antenę 3 września o godz. 16.30. Powtórki przeniesiono na godz. 11.00. Od 3 stycznia 2013 powtórki emitowano o godz. 11.30, a premierowe odcinki o godz. 16.25. Serial trzeci rok z rzędu został zawieszony na czas wakacji. Ostatni odcinek przed przerwą został wyemitowany 29 maja. Serial wrócił na antenę 2 września. Odcinki emitowano od poniedziałku do czwartku o godz. 14.30, a powtórki w weekendy o wczesnych porach.
Od 2 stycznia 2014 serial emitowano od wtorku do piątku o tej samej porze. Od 3 marca emisję powtórek przeniesiono na dni powszednie na godz. 10.30 (od poniedziałku do czwartku). Serial czwarty rok z rzędu został zawieszony na czas wakacji. Ostatni odcinek przed przerwą został wyemitowany 6 czerwca. Serial wrócił na antenę 2 września. Odcinki emitowano od wtorku do piątku o godz. 14.25, a powtórki od poniedziałku do czwartku o godz. 8.35. 12 września wyemitowano 6000 odcinek serialu. 9 grudnia TVP1 wyemitowała ostatni na swojej antenie odcinek Mody na sukces (6047), tłumacząc zdjęcie serialu z ramówki m.in. zbyt wysoką ceną za kolejne odcinki i stale malejącą oglądalnością.
Dystrybutor serialu poszukiwał możliwości kontynuowania emisji w stacjach komercyjnych lub w internecie.
Od 1 kwietnia 2015, po kilkumiesięcznej przerwie, emisja kolejnych odcinków (od 6048) rozpoczęła się w serwisie internetowym VOD Player.pl. Nowe odcinki publikowane są od poniedziałku do piątku od godz. 9.00. Od 10 do 30 czerwca serwis udostępniał dwa odcinki dziennie. Od 1 lipca przywrócono emisję jednego odcinka dziennie. 10 lutego 2016 Player.pl wstrzymał emisję Mody na sukces na odcinku 6287. Kolejne odcinki są udostępniane od 22 lutego.
Od 9 listopada 2016 serial można było oglądać na kanale Nowa TV od poniedziałku do piątku o 19.30. Pierwszym odcinkiem wyemitowanym przez stację był odcinek 6150. Emisję zakończono 27 października 2017 na odcinku 6399. Od 6 marca 2017 na kanale Nowa TV serial był nadawany w emisji powtórkowej, ponownie od odcinka 6150 od poniedziałku do piątku o 16.00. Od 5 czerwca emisja została przesunięta na 14.00. Ostatni odcinek w tym paśmie wyemitowano 30 czerwca (odc. 6232). Od 1 lutego 2018 Nowa TV ponownie emitowała powtórkowe odcinki Mody na sukces od odcinka 6150, od poniedziałku do piątku o godzinie 6.00, po dwa odcinki dziennie. Emisję zakończono 30 kwietnia na odcinku 6273.
14 listopada 2018 w serwisie Player.pl udostępniono 7000. odcinek serialu. Od 25 do 28 lutego 2020 nastąpiła przerwa w publikacji odcinków. 2 marca wrócono do ich udostępniania: od 16 do 22 marca po dwa odcinki dziennie, a od 23 marca po jednym od poniedziałku do niedzieli, a nie, jak dotąd, od poniedziałku do piątku.
W kwietniu 2021 Biuro Reklamy Telewizji Polskiej poinformowało, że od maja tego samego roku serial będzie emitować obok serwisu Player.pl również debiutujący na rynku kanał telewizyjny Antena HD wraz z jego siostrzanymi, już istniejącymi kanałami Filmax i TVC. Informacje tę na forum serwisu Satkurier.pl potwierdził przedstawiciel stacji i dodatkowo ogłosił, że emisja rozpocznie się od odcinka 7138 i nie wpłynie ona na dostępność serialu na platformie streamingowej, Player.pl, należącej do Grupy TVN. 25 października 2021 Antena HD nadała ostatnie dwa odcinki w regularnej emisji (do odcinka 7387). 24 grudnia kanał wyemitował jeszcze epizod bożonarodzeniowy z 2012, po czym serial został zdjęty z jego ramówki. Modę na sukces można dalej oglądać za pośrednictwem kanałów Filmax i TVC. Od 3 stycznia 2022 są to powtórki od odcinka 7138. Grupa MWE Networks nie wykupiła praw do emisji kolejnych epizodów telenoweli. Powodem takiej decyzji miała być jej niska oglądalność.
W kwietniu 2022 liczbę premierowych odcinków udostępnianych w serwisie Player.pl zredukowano do trzech tygodniowo, zaś w lipcu ogłoszono, że platforma wycofa się całkowicie z emisji nowych epizodów. Ostatni, 8182. odcinek na Player.pl ukazał się 3 października 2022. Wcześniej, już 26 września 2022, emisję serialu od odcinka 8183. przejęła platforma streamingowa Red Go i rozpoczęła udostępnianie kolejnych epizodów pięć razy w tygodniu.
Od 20 marca 2023  serial emitowany jest w telewizji Red Carpet TV. Emisja w systemie dwóch odcinków dziennie ruszyła od 8183 odcinka i odbywa się od poniedziałku do piątku o 20:35, a powtórki emitowane są w te same dni o 10:00, tuż przed premierą o 20:05 oraz w dużych blokach weekendowych (po kilka odcinków z tygodnia w soboty o 09:25 i w niedziele o 10:05.
Od 20 marca 2024  serial pokazuje też nowopowstały kanał ViDoc TV (nazwany początkowo CTV9). W przypadku tego kanału emisja rozpoczyna się ponownie od odcinka 8183. Na antenie ViDoc TV produkcja ma swoje miejsce codziennie o podobnych godzinach co w Red Carpet TV czyli około 19:55 (premiery) i 13:00 (powtórki). Jednakową ramówkę co ViDoc TV ma także dotychczasowy kanał Red Top TV.
6 maja 2025 platforma Red Go zapowiedziała przerwę w emisji Mody na sukces począwszy od 7 maja 2025, po udostępnieniu odcinka 8857. 

## Różnica odcinków
Fabuła odcinków w Polsce i USA nie pokrywa się. We wrześniu 1994 TVP rozpoczęła emisję od odcinka 216 (z 21 stycznia 1988), podczas gdy w USA CBS wyemitowała już 1866 odcinków. Różnica pomiędzy odcinkami emitowanymi w Polsce i USA na samym początku emisji wynosiła zatem 6 lat i 7 miesięcy (1650 odcinków). Do czerwca 1996 serial emitowano w TVP tylko trzy razy w tygodniu, co dawało ok. 120 odcinków rocznie. Przy tempie produkcji i częstotliwości emisji w USA (ok. 250 odcinków rocznie, pięć razy w tygodniu) spowodowało to zwiększanie się różnicy czasowej pomiędzy wydarzeniami z odcinków emitowanych na CBS i TVP. Ostatnie odcinki z zakupionej przez TVP pierwszej transzy emitowane były przez miesiąc pięć razy w tygodniu, po czym nastąpiła dwumiesięczna przerwa w emisji. Różnica w tym momencie, tj. 23 lipca 1996, wynosiła 7 lat i 5 miesięcy (1865 odcinków).
Po wznowieniu emisji od 23 września 1996 serial emitowany był pięć razy w tygodniu, z wyjątkiem okresu od listopada 1996 do listopada 1997 – cztery razy w tygodniu. Do końca sierpnia 1999 różnica wzrosła do 7 lat i 11 miesięcy (1983 odcinki).
Od września 1999 serial emitowano dodatkowo w soboty (z wyjątkiem okresu od czerwca 2000 do listopada 2001), a w wakacje 2005 także w niedziele. Od 2 stycznia 2006 serial emitowano po dwa odcinki dziennie od poniedziałku do piątku (od czerwca 2006 do czerwca 2009 okresowo również w soboty po jednym lub dwa odcinki), co dawało ok. 500 odcinków rocznie. Spowodowało to sukcesywne zmniejszanie się różnicy do najkrótszego jak dotąd okresu – na przełomie maja i czerwca 2011 wynosiła 2 lata i 5 miesięcy (612 odcinków).
Od 30 maja 2011 serial ponownie był emitowany po jednym odcinku pięć razy w tygodniu. Od września 2013 do końca emisji w TVP1 serial pokazywano cztery razy w tygodniu. Dodatkowo w latach 2011–2014 zawieszano emisję na okres wakacji. Różnica w tym okresie wzrastała i w dniu zakończenia emisji w TVP1, tj. 9 grudnia 2014, wynosiła 3 lata i 8 miesięcy (922 odcinki). Przerwa w emisji, trwająca do 1 kwietnia 2015, spowodowała wzrost różnicy do 4 lat (998 odcinków).
Według stanu na 25 lipca 2025 różnica między liczbą odcinków emitowanych premierowo w USA w telewizji CBS i w Polsce na platformie Red Go wynosi 719 (ostatni udostępniony na Red Go odcinek wyświetlono w USA we wrześniu 2022).

## Tłumacze i lektorzy
Tłumaczami serialu na język polski dla TVP1 byli:
- Jadwiga Cichocka,
- Anna Jeziorska,
- Tomasz Magier,
- Piotr A. Majewski,
- Barbara Okólska,
- Beata Pacak,
- Agnieszka Sobkowska,
- Anna Wojtaś.

Lektorem wszystkich odcinków serialu wyemitowanych w TVP1 (1994–2014) był Stanisław Olejniczak.
Wersję polską na zlecenie TVN (Player.pl) opracowuje firma Mastergroove Studios. Tłumaczyli:
- Łukasz Gładkowski,
- Magdalena Surawska.

Wcześniej tłumaczyły także:
- Zuzanna Soroko,
- Anna Zamęcka,
- Joanna Smolarczyk,
- Anna Jedynak.

Od 1 kwietnia 2015 r. lektorem serialu udostępnianego w serwisie VOD Player.pl jest Paweł Bukrewicz. Początkowo, Stanisław Olejniczak podjął się czytania serialu w internecie, ale zrezygnował po dwudziestu odcinkach.
Obecnie lektorem jest Michał Borejko.

## Obsada

### Emisja w Polsce

#### Główna obsada (kwiecień 2022)
| Aktor                    | Rola                      | Lata występowania                         |
| ------------------------ | ------------------------- | ----------------------------------------- |
| John McCook              | Eric Forrester            | od 1987                                   |
| Rena Sofer               | Quinn Fuller Forrester    | 2013–2022                                 |
| Katherine Kelly Lang     | Brooke Logan Forrester    | od 1987                                   |
| Thorsten Kaye            | Ridge Forrester           | od 2013                                   |
| Krista Allen             | Taylor Hayes              | 2021–2023                                 |
| Matthew Atkinson         | Thomas Forrester          | 2019–2024                                 |
| Jacqueline MacInnes Wood | Steffy Forrester Finnegan | 2008–2013, od 2015                        |
| Tanner Novlan            | Dr John 'Finn' Finnegan   | od 2020                                   |
| Darin Brooks             | Wyatt Spencer             | 2013–2023                                 |
| Scott Clifton            | Liam Spencer              | od 2010                                   |
| Annika Noelle            | Hope Logan                | od 2018                                   |
| Heather Tom              | Katie Logan               | od 2007                                   |
| Don Diamont              | Bill Spencer Jr.          | od 2009                                   |
| Jennifer Gareis          | Donna Logan               | od 2006                                   |
| Sean Kanan               | Deacon Sharpe             | 2000–2005, 2012, 2014–2017, od 2021       |
| Kimberlin Brown          | Sheila Carter             | 1992–1998, 2002, 2003, 2017–2018, od 2021 |
| Lawrence Saint-Victor    | Carter Walton             | od 2013                                   |
| Delon de Metz            | Zende Forrester           | od 2020                                   |
| Diamond White            | Paris Buckingham          | od 2020                                   |
| Denise Richards          | Shauna Fulton             | 2019–2021, 2022                           |

#### Występujący gościnnie
| Aktor               | Rola              | Lata występowania |
| ------------------- | ----------------- | ----------------- |
| Ashley Jones        | Bridget Forrester | od 2004           |
| Henry Joseph Samiri | Douglas Forrester | od 2019           |
| Dick Christie       | Charlie Webber    | od 2013           |
| Dan Martin          | Bradley Baker     | od 1997           |
| Jeremy Ray Valdez   | Alex Sanchez      | 2018–2022         |
| Naomi Matsuda       | Li Finnegan       | od 2021           |
| Ted King            | Jack Finnegan     | od 2021           |

### Emisja w USA

#### Główna obsada (sierpień 2025)
| Aktor                    | Rola                      | Lata występowania                        |
| ------------------------ | ------------------------- | ---------------------------------------- |
| John McCook              | Eric Forrester            | od 1987                                  |
| Katherine Kelly Lang     | Brooke Logan Forrester    | od 1987                                  |
| Thorsten Kaye            | Ridge Forrester           | od 2013                                  |
| Rebecca Budig            | Taylor Hayes              | od 2024                                  |
| Jacqueline MacInnes Wood | Steffy Forrester Finnegan | 2008–2013, od 2015                       |
| Tanner Novlan            | John 'Finn' Finnegan      | od 2020                                  |
| Scott Clifton            | Liam Spencer              | od 2010                                  |
| Crew Morrow              | Will Spencer              | od 2024                                  |
| Heather Tom              | Katie Logan               | od 2007                                  |
| Don Diamont              | Bill Spencer Jr.          | od 2009                                  |
| Jack Wagner              | Dominick 'Nick' Marone    | 2003–2012, 2022, od 2025                 |
| Laneya Grace             | Electra Forrester         | od 2024                                  |
| Annika Noelle            | Hope Logan                | od 2018                                  |
| Lawrence Saint-Victor    | Carter Walton             | od 2013                                  |
| Delon de Metz            | Zende Forrester           | od 2020                                  |
| Naomi Matsuda            | Li Finnegan               | od 2021                                  |
| Romy Park                | Poppy Nozawa              | od 2023                                  |
| Jennifer Gareis          | Donna Logan               | od 2006                                  |
| Murielle Hilaire         | Daphne Rose               | od 2025                                  |
| Sean Kanan               | Deacon Sharpe             | 2000–2005, 2012, 2014–2017, od 2021      |
| Kimberlin Brown          | Sheila Carter Sharpe      | 1992–1998, 2002–2003, 2017–2018, od 2021 |
| Kimberlin Brown          | Janet “Sugar” Webber      | 2024                                     |

#### Występujący gościnnie
| Aktor                 | Rola              | Lata występowania             |
| --------------------- | ----------------- | ----------------------------- |
| Ashley Jones          | Bridget Forrester | od 2004                       |
| Alley Mills           | Pamela Douglas    | 2006–2019, 2021–2022, od 2024 |
| Dick Christie         | Charlie Webber    | od 2013                       |
| Dan Martin            | Bradley Baker     | od 1997                       |
| Cassandra Creech      | Grace Buckingham  | od 2022                       |
| Christian Weissman    | Remy Pryce        | od 2024                       |
| Aaron D. Spears       | Justin Barber     | 2009–2022, od 2024            |
| Ashleigh Brewer       | Ivy Forrester     | 2014–2018, od 2024            |
| Sophia Paras McKinlay | Kelly Spencer     | od 2022                       |
| Bryan David Garlick   | Hayes Finnegan    | od 2025                       |
| Henry Joseph Samiri   | Douglas Forrester | od 2019                       |